# Щекочихін Юрій Петрович
Ю́рій Петро́вич Щекочи́хін (рос. Щекочихин Юрий Петрович; 9 червня 1950, Кіровабад, Азербайджанська РСР — 3 липня 2003, Москва) — журналіст, російський політик, державний діяч, депутат Державної Думи Росії. Відомий своїми репортажами про вплив організованної злочинності і корупції на уряд Росії. Помер несподівано у 2003 р. після загадкового захворювання, яке, як вважається, було спричинене отруєнням.

## Біографія
Народився 9 червня 1950 року в місті Кіровобаді, Азербайджанської РСР. У 1975 році закінчив факультет журналістики у Московському державному університеті. Перша публікація була в газеті «Московський комсомолець». Працював у відділі розслідувань газети Комсомольська правда (1972—1980), у «Літературній газеті» (1980—1996), був заступником головного редактора ліберальної «Нової газети» (з 1996 р.). Писав численні статті з критичною оцінкою війни в Чечні, порушень прав людини в Російській армії, про корупцію в державних органах влади тощо. З 1995 року очолював і писав для передачі «Спеціальна команда» на російському телебаченні. Пізніше, передача була знята з ефіру, як така що «дестабілізує становище в країні».

## Кінематографічна діяльність
Автор сценарію українського фільму «Щеня» (1986) тощо.

## Політична діяльність
Перший раз був обраний на з'їзді народних депутатів СРСР у 1990 році від Луганської області України. Обирався від партії Яблоко до Державної Думи Росії. Був членом депутатської комісії по боротьбі з корупцією, та експертом ООН по боротьбі з організованою злочинністю. Виступав з критикою політики уряду в Чечні, при рятуванні моряків підводного човна «Курск». Підтримував звинувачення висунуті проти ФСБ в організації вибухів в Росії, для мобілізації громадської думки для війни в Чечні. Також вимагав від секретних служб пояснень про використання анестетичного газу під час трагедії Норд-Осту. Одним з останніх розслідувань було з'ясування, яку роль відігравало ФСБ у відмиванні грошей через Банк Нью-Йорку. Саме напередодні зустрічі з американськими слідчими по цій справі Щекочихин раптом захворів.

## Загибель
Щекочихін помер раптово 3 липня 2003 року після короткої і загадкової хвороби. Родичам було заборонено брати зразки тіла для незалежного розслідування. Таємно переправлений зразок однак був обслідуваний в Лондоні, де було встановлене отруєння радіоактивним талієм. Офіційна причина смерті — гостра алергічна реакція та загальна інтоксикація організму. Обставини хвороби та смерті Щекочихіна залишаються однією з контроверсійних тем російської політики.